# Državna cesta D315
D315 je državna cesta u Hrvatskoj. 
Cesta započinje u Trogiru, kod mosta za Čiovo (D126), i ide prema istoku, da bi završila 2,7 km dalje kod potoka Pantana, gdje se spaja s D409.